# ساعة العمل
ساعة العمل أو ساعة الشخص هي مقدار العمل الذي يقوم به العامل العادي في ساعة واحدة. يتم استخدامه لتقدير إجمالي مقدار العمالة غير المنقطعة المطلوبة لأداء مهمة. على سبيل المثال، قد يتطلب البحث وكتابة ورقة جامعية ثمانين ساعة عمل، في حين أن إعداد مأدبة عائلية من الصفر قد يتطلب عشر ساعات عمل.
تستثني ساعات العمل فترات الراحة التي يحتاجها الناس عادة من العمل، مثل الراحة والأكل وغيرها من وظائف الجسم. إنهم يعدون العمالة الخالصة فقط. يقوم المديرون بحساب ساعات العمل وإضافة وقت الاستراحة لتقدير مقدار الوقت الذي ستستغرقه المهمة لإكمالها فعليا. وهكذا، في حين أن ورقة واحدة مكتوبة دورة جامعية قد تتطلب عشرين ساعة عمل لتنفيذ، فإنه يكاد يكون من المؤكد لن تحصل على القيام به في عشرين ساعة متتالية. وسيتوقف تقدمها بسبب العمل في دورات أخرى ووجبات الطعام والنوم وغيرها من الضروريات البشرية.

## تطبيقات العالم الحقيقي
وميزة مفهوم ساعة العمل هي أنه يمكن استخدامه لتقدير أثر التغييرات التي تحدثها الموظفين على مقدار الوقت اللازم للمهمة، وهو ما يمكن القيام به عن طريق تقسيم عدد ساعات العمل على عدد العمال المتاحين. على سبيل المثال، إذا كانت المهمة تستغرق 20 ساعة عمل لإكمالها، سيقوم فريق مكون من شخصين بإتمامها في 10 ساعات عمل، في حين سيقوم فريق مكون من 5 أشخاص بإتمامها في 4 ساعات.
وهذا بالطبع مناسب لأنواع معينة من الأنشطة. وهو ذو فائدة أكبر عند النظر في «العمل بالقطعة»، حيث يتكون النشاط الذي تتم إدارته من أنشطة منفصلة لها تبعيات بسيطة، وحيث يمكن إهمال عوامل أخرى. لذلك، إضافة شخص آخر إلى فريق التعبئة والتغليف سيزيد من إخراج هذا الفريق بطريقة يمكن التنبؤ بها. وفي صناعة النقل، يحل محل هذا المفهوم ميل الركاب والميل للطن من أجل دقة أفضل في التكاليف.
وفي الواقع، تتدخل عوامل أخرى لتعقيد هذا النموذج. إذا كان لبعض عناصر المهمة فترة زمنية طبيعية، فإن إضافة المزيد من الموظفين سيكون لها تأثير أقل: على الرغم من أن وجود اثنين من الطهاة سيضاعف سرعة بعض عناصر إعداد الطعام، إلا أنهم يشويون الدجاج بشكل أسرع من طاهي واحد. بعض المهام لديها أيضا عدد طبيعي من الموظفين المرتبطة بها: سيتم تخفيض الوقت لتقطيع الخضروات إلى النصف مع إضافة الطاهي الثاني، ولكن الوقت لنحت الدجاج سيبقى على حاله.
مثال آخر هو القول المأثور، «فقط لأن المرأة يمكن أن تجعل من طفل في تسعة أشهر، فإنه لا يتبع ذلك أن تسع نساء يمكن أن تجعل من طفل في شهر واحد.» وكثيرا ما يستشهد بهذا القول المأثور في تطوير النظم لتبرير الاعتقاد بأن إضافة المزيد من الموظفين إلى المشروع لا يضمن إنجاز المشروع بشكل أسرع.
هناك مشكلة أخرى في هذا النموذج، كما أشار فريد بروكس، وهي أن أنشطة التنظيم والتدريب والتنسيق يمكن أن تفوق الفوائد المحتملة لإضافة موظفين إضافيين للعمل على مهمة ما، خاصة إذا تم النظر فيها فقط على مدى فترة زمنية أقصر.

## وحدات مماثلة
يستخدم المفهوم المماثل ليوم الإنسان، أو أسبوع الرجل، أو شهر الرجل، أو سنة الرجل في المشاريع الكبيرة. هو مقدار العمل الذي يقوم به العامل العادي خلال يوم أو أسبوع أو شهر أو سنة واحدة على التوالي. ويختلف عدد ساعات العمل التي يعملها الفرد خلال السنة اختلافا كبيرا وفقا للمعايير الثقافية والاقتصاد. فقد تراوح متوسط ساعات العمل السنوية الفعلية لكل شخص يعمل كما أفادت بلدان منظمة التعاون والتنمية في الميدان الاقتصادي في عام 2007، على سبيل المثال، بين 389 1 ساعة على الأقل (في هولندا) و316 2 ساعة كحد أقصى (في كوريا الجنوبية).

## ساعات النظام المنتج
وقد استخدم مفهوم ساعات العمل الإنتاجية في مجال الحراجة في النمسا، وبالتالي في أعمال أخرى. وهو يتضمن الوقت للاستراحات ويمكن استخدامه لحساب المدة التي قد يستغرقها إكمال المهمة، بما في ذلك أوقات التعافي المطلوبة من العمل الشاق بدنيا، بالإضافة إلى فترات الراحة المطلوبة قانونيا أو التفاعلات البشرية الأخرى. إذا كان يتضمن فواصل لمدة 15 دقيقة، فإنه مكتوب باسم (PSH15).
مفهوم ذات صلة هو ساعات الجهاز الإنتاجية (PMH).